# گیلگمش (اپرای بروچی)
گیلگمش (به صربی سیریلیک: Гилгамеш) اپرایی در سه پرده اثر رودولف بروچی است. لیبرتو آرسنیژه آرسا میلوشویچ بر اساس حماسه بین‌النهرینی گیلگمش ساخته شده است. در ۲ نوامبر ۱۹۸۶ در تئاتر ملی صربستان در نووی ساد به نمایش درآمد.

## نقش‌ها
- گیلگمش، پادشاه سومری - باریتون
- انکیدو، دوست و برادرش - تنور
- کشیش معبد ایشتار – سوپرانو
- ریشات، مادر گیلگمش – میزانسن
- ایشتار، الهه سومری عشق و باروری – میزانسن
- سیدوری سابیتو، نگهبان ورودی باغ خدایان - سوپرانو
- آررو، الهه آفرینش سومری – سوپرانو
- اوتناپیشتیم، جد گیلگمش – باس
- همسر اوتناپیشتیم – میزانسن
- شکارچی / اورشانابی / ملوان اوتناپیشتیم - تنور
- کشیش اول - تنور
- کشیش دوم - باس
- آنو، خدای آسمان / ایا، خدای آب و خرد / شاماش، خدای خورشید - باس
- مرد عقرب – صدای مرد (نقش سخنگو)
- زن عقرب – صدای زن (نقش سخنگو)
- هومبابا، یک شیطان - روبات
- مار - رقصنده
- مردم اوروک، سربازان، نگهبانان، کشیشان، کاهنان، باکره ها در خدمت ایشتار، رقصندگان

## لینک های خارجی
- لیبرتو گیلگمش به زبان صربی در sr.wikibooks.org